# Boardman (Ohio)
Boardman war ein Census-designated place (CDP) in der Boardman Township im Mahoning County, Ohio, Vereinigte Staaten südlich von Youngstown. Die Ortschaft gehörte zur Metropolitan Statistical Area Youngstown-Warren-Boardman, heute Youngstown-Warren. Zuletzt wurden im Rahmen des Census 2010 35.376 Einwohner gezählt. Anschließend ging der CDP in der Township auf.
Benannt wurde der Ort nach Elijah Boardman von der Connecticut Land Company.

## Geographie
Boardman befindet sich bei 41° 2′ N, 80° 40′ W (41,038958, −80,665395).
Nach den Angaben des United States Census Bureaus hat der CDP eine Fläche von 41,5 km², wovon 41,3 km² auf Land und 0,2 km² (= 0,62 %) entfallen.

## Demographie
Zum Zeitpunkt des United States Census 2000 bewohnten Boardman 37.215 Personen. Die Bevölkerungsdichte betrug 902,0 Personen pro km². Es gab 16.801 Wohneinheiten, durchschnittlich 407,2 pro km². Die Bevölkerung Boardmans bestand zu 95,25 % aus Weißen, 2,56 % Schwarzen oder African American, 0,09 % Native American, 0,81 % Asian, 0,02 % Pacific Islander, 0,42 % gaben an, anderen Rassen anzugehören und 0,85 % nannten zwei oder mehr Rassen. 1,80 % der Bevölkerung erklärten, Hispanos oder Latinos jeglicher Rasse zu sein.
Die Bewohner Boardmans verteilten sich auf 15.955 Haushalte, von denen in 25,8 % Kinder unter 18 Jahren lebten. 51,6 % der Haushalte stellten Verheiratete, 9,6 % hatten einen weiblichen Haushaltsvorstand ohne Ehemann und 36,0 % bildeten keine Familien. 32,3 % der Haushalte bestanden aus Einzelpersonen und in 14,4 % aller Haushalte lebte jemand im Alter von 65 Jahren oder mehr alleine. Die durchschnittliche Haushaltsgröße betrug 2,30 und die durchschnittliche Familiengröße 2,94 Personen.
Die Bevölkerung verteilte sich auf 20,7 % Minderjährige, 7,9 % 18–24-Jährige, 26,3 % 25−44-Jährige, 24,8 % 45–64-Jährige und 20,4 % im Alter von 65 Jahren oder mehr. Das Durchschnittsalter betrug 42 Jahre. Auf jeweils 100 Frauen entfielen 88,1 Männer. Bei den über 18-Jährigen entfielen auf 100 Frauen 84,9 Männer.
Das mittlere Haushaltseinkommen in Boardman betrug 40.935 US-Dollar und das mittlere Familieneinkommen erreichte die Höhe von 52.709 US-Dollar. Das Durchschnittseinkommen der Männer betrug 39.826 US-Dollar, gegenüber 25.575 US-Dollar bei den Frauen. Das Pro-Kopf-Einkommen belief sich auf 22.757 US-Dollar. 5,2 % der Bevölkerung und 3,6 % der Familien hatten ein Einkommen unterhalb der Armutsgrenze, davon waren 6,6 % der Minderjährigen und 5,2 % der Altersgruppe 65 Jahre und mehr betroffen.

## Persönlichkeiten
- Sue Thomas (1950–2022), FBI-Agentin und Autorin